# Star Wars: Lethal Alliance
Star Wars: Lethal Alliance — видеоигра Star Wars для Nintendo DS и PlayStation Portable. Действие происходит между фильмами «Звездные войны. Эпизод III — Месть Ситхов» и «Звездные войны. Эпизод IV: Новая надежда». Игра разработана компанией Ubisoft и выпущена в декабре 2006 года.

## Сюжет
За несколько месяцев до битвы при Явине тви’лека Рианна Сарен начинает свою свободную жизнь в качестве наемницы. У Рианны есть высокомерная жилка — следствие её тяжкого прошлого рабыни. Однажды забрак Зарин Хив, который владел ею, разозлившись на её попытку побега, отрезал её один лекку; впоследствии тви’лека сделала себе протез. Начиная карьеру наемницы на Корусанте, Рианне часто приходилось убегать от имперских разведывательных групп. В конце концов она выходит на Кайла Катарна, который предложил ей работу — похищение имперских данных о перевозке стратегического металла — мирканита — со склада преступной организации «Чёрное солнце». В надежде на достойную оплату она соглашается.
Рианна проникает в самую охраняемую часть складского комплекса, перебив множество охранников «Чёрного солнца», но была схвачена, и в этот момент случайно активирует охранного дроида Z-58-O. Зио, как его прозвала тви’лека, освобождает ей из клетки, и вместе они находят необходимые данные, передав их заказчику. Кайл Катарн устраивает Рианне встречу с Леей Органой (наёмница изрядна удивлена тем, что слухи о создании Альянса повстанцев оказались правдой).
Лея благодарит её и просит выполнить ещё одно задание, на этот раз на Альдераане. Рианна соглашается и успешно пресекает деятельность комплекса, производившего наркотики для повышения производительности труда имперских рабов. Также на Альдераане она сталкивается с ближайшим сподручным Зарина Хива, Слаком Сагаром, и убивает его, прихватив себе его тяжёлый бластер.
Связавшись с Альдераана с принцессой Леей, Рианна узнаёт от неё о поставках наркотиков на Мустафар, где он использовался для рабов, работавших на мирканитовом производстве. Рианна решает лететь туда и устроить на заводе диверсию. Она проникает на завод, на котором трудится множество рабов-вуки. Лидер группы говорит ей место расположения буровой шахты. Она отключает бурильную установку и взрывает её, чтобы уничтожить весь объект.
На шахте Рианна сталкивается с Хивом и преследует его до Татуин, где её корабль оказывается сбитым «Рабом I» мандалорца Бобы Фетта. В Мос-Эйсли наёмница находит и убивает работорговца-тви’лека Седрисса, взяв его бластерную винтовку. Напав на след Хива, она находит его в другой части города, но тот натравливает на Рианну ранкора, которого Рианна убивает при помощи Зио. Затем Хив захватывает тви’леку в плен и перевозит её на тюремную планету Деспайр, где она узнаёт о гигантской боевой станции «Звезда Смерти».
Рианне удаётся бежать из тюрьмы на Деспайре и проникнуть на «Звезду Смерти» до того, как станция уничтожила тюремную планету. По прибытии на «Звезду Смерти» она направляется к центру связи и сообщает повстанцам о боевой станции. Затем она похищает имперский корабль и направляется к планете Данута, где Хив держит чертежи «Звезды Смерти». Рианна пробивается к Хиву и убивает его, несмотря на его особую боевую броню, хотя перед Этим Хиву удаётся сделать выстрел, едва не убивший девушку. Жертвуя собой, Зио принимает удар и получает серьёзные повреждения. С тела Хива Рианна берёт чертежи «Звезды Смерти», ставшие серьёзным подспорьем для последующего уничтожения имперской станции во время битвы при Явине.

## Критика
| Сводный рейтинг           | Сводный рейтинг | Сводный рейтинг       |
| Издание                   | Оценка          | Оценка                |
| Издание                   | DS              | PSP                   |
| ------------------------- | --------------- | --------------------- |
| GameRankings              | 64,93 %         | 64,18 %               |
| Metacritic                | 57/100          | 61/100                |
| Иноязычные издания        |                 |                       |
| Издание                   | Оценка          | Оценка                |
| Издание                   | DS              | PSP                   |
| EGM                       | N/A             | 4,83/10               |
| Eurogamer                 | N/A             | 5/10                  |
| Game Informer             | N/A             | 6,5/10                |
| GamePro                   | N/A             | [ 8 ]                 |
| GameSpot                  | 7,2/10          | 7,1/10                |
| GameSpy                   | [ 11 ]          | [ 12 ]                |
| GameZone                  | 6/10            | 7/10                  |
| IGN                       | 4,5/10          | 7/10 (US) 6,3/10 (UK) |
| Nintendo Power            | 7/10            | N/A                   |
| VideoGamer                | N/A             | 5/10                  |
| The A.V. Club             | C               | C                     |
| The Sydney Morning Herald | [ 21 ]          | [ 21 ]                |